# Свети Георги (Баня, Воденско)
Вижте пояснителната страница за други значения на Свети Георги.
„Свети Георги“ (на гръцки: Αγίου Γεωργίου) е възрожденска православна църква в село Баня (Лутрохори), Гърция, част от Воденската, Пелска и Мъгленска епархия.
Църквата е гробищен храм, разположен източно от селото. Храмът е забележителен пример за църковна архитектура от XIX век в района. Църквата е обявена за исторически паметник на 23 март 1987 година.